# Dorre, Bernier și Dirk Hartog
Insulele Dorre, Bernier și Dirk Hartog sînt niște insule stîncoase din Australia. Suprafața insulelor este acoperită de nisipuri galbene și roșii, acesta din urmă datorîndu-și coloritul prezenței mari de oxid de fier (III), iar din loc în loc se ivesc întinderi de graminee. Insulele sînt situate la aproximativ 850 km nord-vest de Perth. Cea mai mare insulă este Dirk Hartog, situată în jumătatea de sud a insulelor.

## Istorie

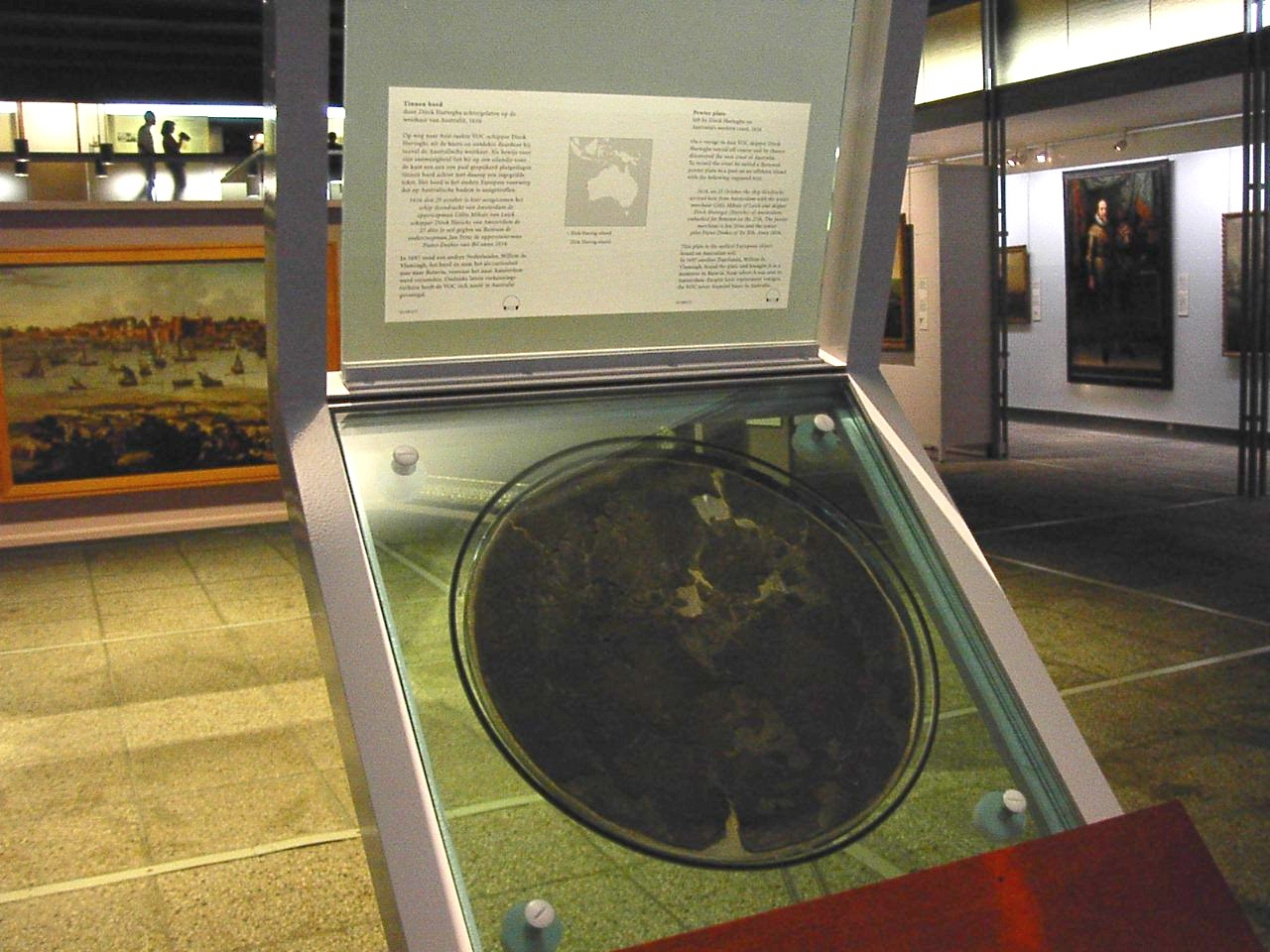
Farfuria lui Hartog în Rijksmuseum, Amsterdam

Insulele au fost descoperite la 25 octombrie 1616 de către căpitanul olandez Dirk Hartog pe nava sa Eendracht cînd se întorcea de la Cap la Batavia (Jakarta de astăzi). Atunci cînd descoperi insula, îi lăsă ca suvenir o farfurie pe care a amplasat-o pe un arbore, farfuria lui Hartog.
În 1697 căpitanul olandez Willem de Vlamingh a întreprins o escală pe insula cea mai mare-Dirk Hartog și descoperi farfuria. El a schimbat-o cu una de a sa și a luat-o pe cealaltă la Amsterdam, unde se găsește și la ora actuală în Rijksmuseum.
În 1801 insulele fuseseră din nou vizitate de europeni, de data aceasta un francez, căpitanul Jacques Félix Emmanuel Hamelin fu cel care regăsi farfuria pe nisipuri și a ordonat ca ea să fie pusă la locul de unde căzuse.

## Lumea organică
Vegetația Insulelor Dorre, Bernier și Dirk Hartog este în mare parte xerofită, predominînd vegetația de talie joasă, în special graminee. Arborii au o răspîndire insulară.
Fauna se caracterizează prin specii de semideșert, în marea lor majoritate endemice. Lumea animală a apelor din jurul insulelor este bogată, Insulele Dorre, Bernier și Dirk Hartog avînd particularitatea de a fi locul de reproducere a țestoaselor verzi și caretta caretta.

## Economie
Economia Insulelor Dorre, Bernier și Dirk Hartog are 3 subramuri:
- Creșterea ovinelor și caprinelor
- Piscicultura
- Turismul

Creșterea animalelor pentru lapte este una dintre ocupațiile cele mai răspîndite în zonele semideșertice ale Australiei. În Insulelor Dorre, Bernier și Dirk Hartog se cresc aproximativ 6200 ovine și 1600 caprine;din cauza condițiilor neprielnice creșterea plantelor este foarte puțin răspîndită. La ora actuală Insulele Dorre, Bernier și Dirk Hartog devin mai ales un loc turistic și un bazin piscicol important.

## Împărțirea administrativă
Insulele Dorre,Bernier și Dirk Hartog se împart în 3 diviziuni administrative.
Diviziunile administrative ale Insulelor Dorre,Bernier și Dirk Hartog sînt:
- Dorre
- Bernier
- Dirk Hartog